# Brod-Posavinas län
Brod-Posavinas län (kroatiska: Brodsko-posavska županija) är ett av Kroatiens 21 län. Dess huvudort är Slavonski Brod. Länet har 172 993 invånare (år 2001) och en yta på 2 043 km². 

## Administrativ indelning
Brod-Posavinas län är indelat i 2 städer och 26 kommuner.
- Städer:
  - Slavonski Brod
  - Nova Gradiška

- Kommuner:
  - Bebrina
  - Brodski Stupnik
  - Bukovlje
  - Cernik
  - Davor
  - Donji Andrijevci
  - Dragalić
  - Garčin
  - Gornja Vrba
  - Gornji Bogićevci
  - Gundinci
  - Klakar
  - Nova Kapela
  - Okučani
  - Oprisavci
  - Oriovac
  - Podcrkavlje
  - Rešetari
  - Sibinj
  - Sikirevci
  - Slavonski Šamac
  - Stara Gradiška
  - Staro Petrovo Selo
  - Velika Kopanica
  - Vrbje
  - Vrpolje